# Westmorland, Kalifornien
Westmorland är en ort i Imperial County i Kalifornien. Orten hette ursprungligen Westmoreland. Vid 2010 års folkräkning hade Westmorland 2 225 invånare.